# Мойсовский, Ангел
Ангел Мойсовский (макед. Ангел Мојсовски; 15 мая 1923, Ораховец Королевство Югославия (теперь Северная Македония) – 17 марта 2001, Скопье) – югославский партизан, народный герой Югославии (1953),  военачальник, генерал-лейтенант (1979).

## Биография
Сын македонского крестьянина.
Участник Второй мировой войны, сражался в составе партизанской бригады Народно-освободительной армии Югославии (НОАЮ). 
Член Союза социалистической молодёжи Югославии с 1941 года. С 1942 года – член Коммунистическая партия Югославии
В 1942 году стал заместителем политрука отряда, позже политруком отряда, молодёжным руководителем отряда. В 1943 году – командир второго батальона отряда. После этого был заместителем командира батальона третьей македонской ударной бригады. Позже – командиром Первого Кумановского народно-освободительного партизанского батальона Третьей Македонской ударной бригады.
В августе 1944 года был тяжело ранен в бою с болгарскими воинскими частями. Отправлен в Бари на лечение. 
После окончания Второй мировой войны служил командиром дивизии.  Был инспектором Генеральной инспекции Агентства национальной безопасности. Вышел в отставку в 1980 году.